# クレスケンティア・アラタ

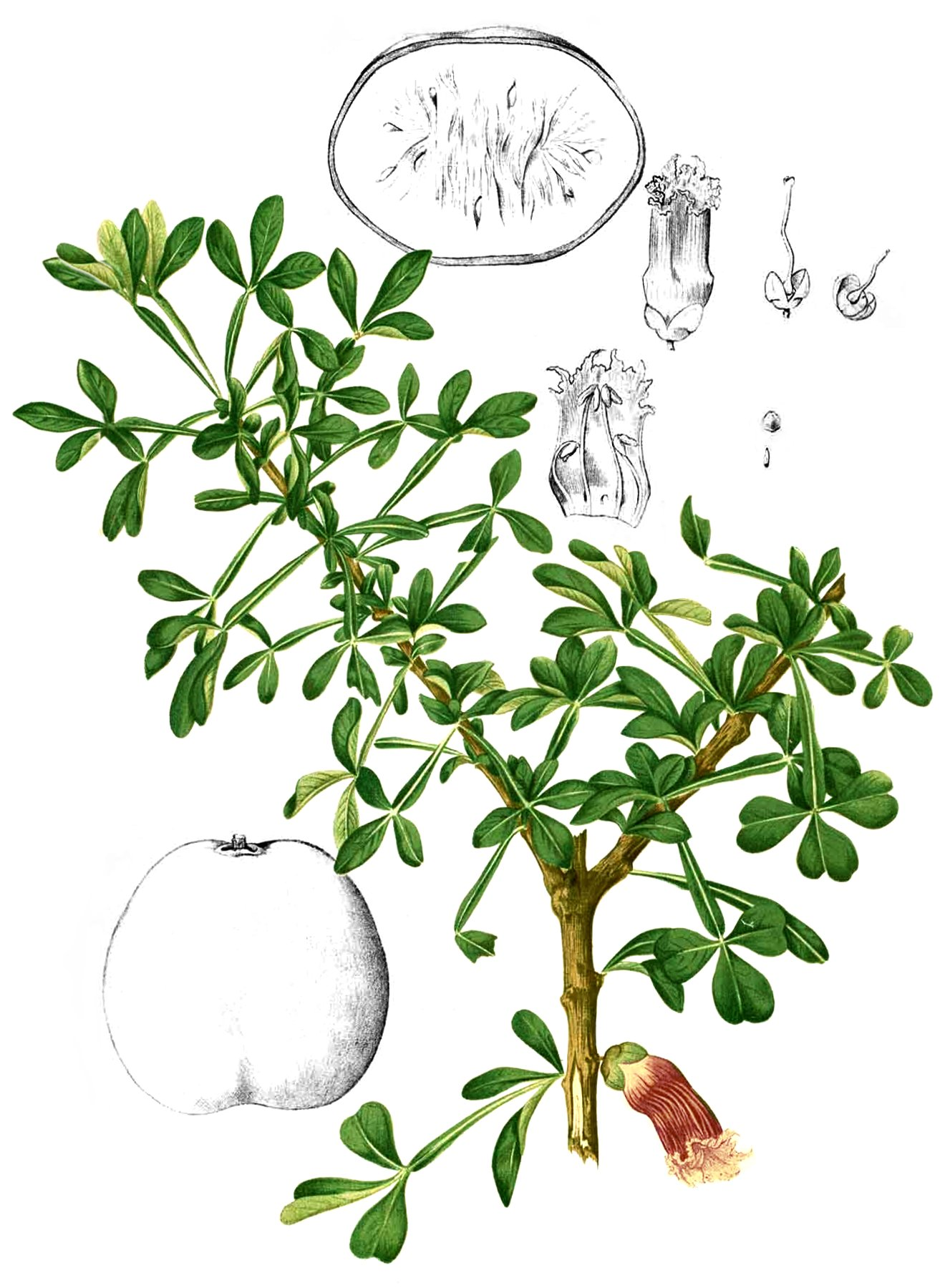
クレスケンティア・アラタの図

クレスケンティア・アラタあるいはクレスケンティア・アラータ（Crescentia alata）は、ノウゼンカズラ科フクベノキ属に属し、メキシコ南部から中央アメリカ及び コスタリカにかけて分布する植物。英語名は Mexican calabash で、他に jicaro、morrito という呼称でも知られている。
8メートル程度まで成長し、砲弾のような固くて割りにくい直径7-10センチメートルの実をつける。この特徴は大昔に絶滅した大型動物群から種を守るために進化した結果と考えられているが、現在では実を割ることが可能な生物は馬と人間ぐらいしかおらず、むしろ繁殖する上でのデメリットをもたらしている可能性がある。